# Liste des choix de repêchages des Fighting Saints du Minnesota
Cette liste contient tous les joueurs de hockey sur glace ayant été repêchés par les Fighting Saints du Minnesota, franchise de l'Association mondiale de hockey. Les joueurs listés ci-dessus n'ont pas obligatoirement joué un match sous le maillot de l'équipe. Ne pas confondre avec les Fighting Saints de la saison 1976-1977, qui sont en fait la continuité de l’équipe des Crusaders de Cleveland.
Elle regroupe les joueurs depuis le Repêchage de 1973 organisé par l'AMH, jusqu’au Repêchage de 1975. Les joueurs sont classés par année de repêchage. Les deux premières colonnes donnent le rang et le tour duquel le joueur a été repêché suivis de son nom, de sa nationalité et de sa position de jeu.

## Les repêchages amateurs

### 1973
| No  | Tour | Nom            | Nationalité | Position      |
| --- | ---- | -------------- | ----------- | ------------- |
| 7   | 1er  | Bob Gainey     | Canada      | Ailier gauche |
| 21  | 2e   | Rick Middleton | Canada      | Ailier droit  |
| 33  | 3e   | Bob Gassoff    | Canada      | Défenseur     |
| 46  | 4e   | Steve Langdon  | Canada      | Ailier droit  |
| 59  | 5e   | Nelson Pyatt   | Canada      | Centre        |
| 72  | 6e   | John Flesch    | Canada      | Ailier gauche |
| 85  | 7e   | Tom Machowski  | États-Unis  | Défenseur     |
| 97  | 8e   | Bob Young      | États-Unis  | Défenseur     |
| 108 | 9e   | Neil Korzack   | Canada      | Ailier gauche |
| 118 | 10e  | Pat Phippen    | États-Unis  | Ailier gauche |

### 1974
| No  | Tour | Nom               | Nationalité | Position      |
| --- | ---- | ----------------- | ----------- | ------------- |
| 14  | 1er  | Bruce Boudreau    | Canada      | Centre        |
| 29  | 2e   | Rob Laird         | Canada      | Ailier gauche |
| 44  | 3e   | William Schneider | États-Unis  | Ailier gauche |
| 59  | 4e   | Dave Hanson       | États-Unis  | Défenseur     |
| 73  | 5e   | Steve Carlson     | États-Unis  | Centre        |
| 88  | 6e   | Al Hillier        | Canada      | Centre        |
| 103 | 7e   | Jack Carlson      | États-Unis  | Ailier gauche |
| 118 | 8e   | Rick Moore        | États-Unis  | Ailier gauche |
| 133 | 9e   | Don Dufek         | États-Unis  | Ailier gauche |
| 146 | 10e  | Reg Duncombe      | Canada      | Ailier droit  |
| 159 | 11e  | Robin Larson      | États-Unis  | Défenseur     |
| 172 | 12e  | Joe Baker         | États-Unis  | Défenseur     |
| 183 | 13e  | Tony Dorn         | États-Unis  | Défenseur     |
| 191 | 14e  | Reed Larson       | États-Unis  | Défenseur     |
| 196 | 15e  | Kym Yackel        | États-Unis  | Ailier gauche |
| 200 | 16e  | Dana Decker       | États-Unis  | Ailier gauche |
| 204 | 17e  | John Rothstein    | États-Unis  | Ailier droit  |
| 28  | S    | John Paddock      | Canada      | Ailier droit  |

### 1975
| No  | Tour | Nom            | Nationalité | Position      |
| --- | ---- | -------------- | ----------- | ------------- |
| 10  | 1er  | Greg Hickey    | Canada      | Ailier gauche |
| 25  | 2e   | Kim Clackson   | Canada      | Défenseur     |
| 40  | 3e   | Greg Neeld     | Canada      | Défenseur     |
| 55  | 4e   | Bob Hoffmeyer  | Canada      | Défenseur     |
| 69  | 5e   | Jim Minor      | Canada      | Centre        |
| 83  | 6e   | Brian Shmyr    | Canada      | Centre        |
| 96  | 7e   | Marc Tessier   | Canada      | Centre        |
| 108 | 8e   | Bob McNeice    | Canada      | Ailier gauche |
| 120 | 9e   | Dave Faulkner  | Canada      | Centre        |
| 133 | 10e  | Denis Daigle   | Canada      | Ailier gauche |
| 146 | 11e  | Earl Sargent   | États-Unis  | Ailier droit  |
| 157 | 12e  | Richard Dutton | Canada      | Défenseur     |
| 167 | 13e  | Tom Ulseth     | États-Unis  | Centre        |
| 173 | 14e  | Henry Taylor   | États-Unis  | Ailier droit  |